# Michèle Matyn
Michèle Matyn (Wilrijk, 1978) is een Belgisch beeldend kunstenaar. Matyn maakt gebruik van verschillende media, waaronder beeldhouwkunst, installaties en performances. Fotografie is echter haar belangrijkste medium en vaak het uitgangspunt voor andere werken.

## Biografie
Matyn studeerde van 1996 tot 2001 grafische vormgeving aan de Karel de Grote Hogeschool in Antwerpen, en volgde nadien een aanvullende opleiding aan de Koninklijke Academie voor Schone Kunsten van Antwerpen.
Tussen 2002 en 2005 maakte Matyn samen met Dennis Tyfus, Janus 'Prutpuss' Lemaire, Jelle Crama, Kevin 'Apetown' en Kati Heck deel uit van een kunstenaarscollectief dat het alternatieve magazine Rotkop uitgaf, en daarnaast tentoonstellingen en performances organiseerde. Ze is actief in het kunstenaarscollectief Cakehouse en de performancegroep Bissy Bunder.
Reizen vormen een terugkerende bron van inspiratie in het werk van Matyn. Ze reisde onder meer door Noord-Amerika, Oost-Europa, IJsland, Zweden, en Ierland. Rituelen, en een bijna mystieke relatie tot de (ongerepte) natuur zijn thema's, die telkens terugkomen.
In 2006 had zij haar eerste solotentoonstelling in De Brakke Grond in Amsterdam. Een jaar later werd haar werk tentoongesteld in het Fotomuseum in Antwerpen.
Matyn was in 2008 winnaar van de eerste editie van het Canvas televisieprogramma de Canvascollectie.
In 2016 was in Museum van Hedendaagse Kunst Antwerpen haar solotentoonstelling Ademgaten te zien. Dit project ontstond toen ze werd uitgenodigd voor het Alanica Symposium in Vladikavkaz, waar ze in Noord-Ossetië een foto nam van een berg met gaten, waaruit koude lucht werd geblazen.

## Prijzen
- 2008 Canvascollectie
- 2014 Provinciale Prijs Beeldende Kunst Antwerpen.